# قالب کلاه

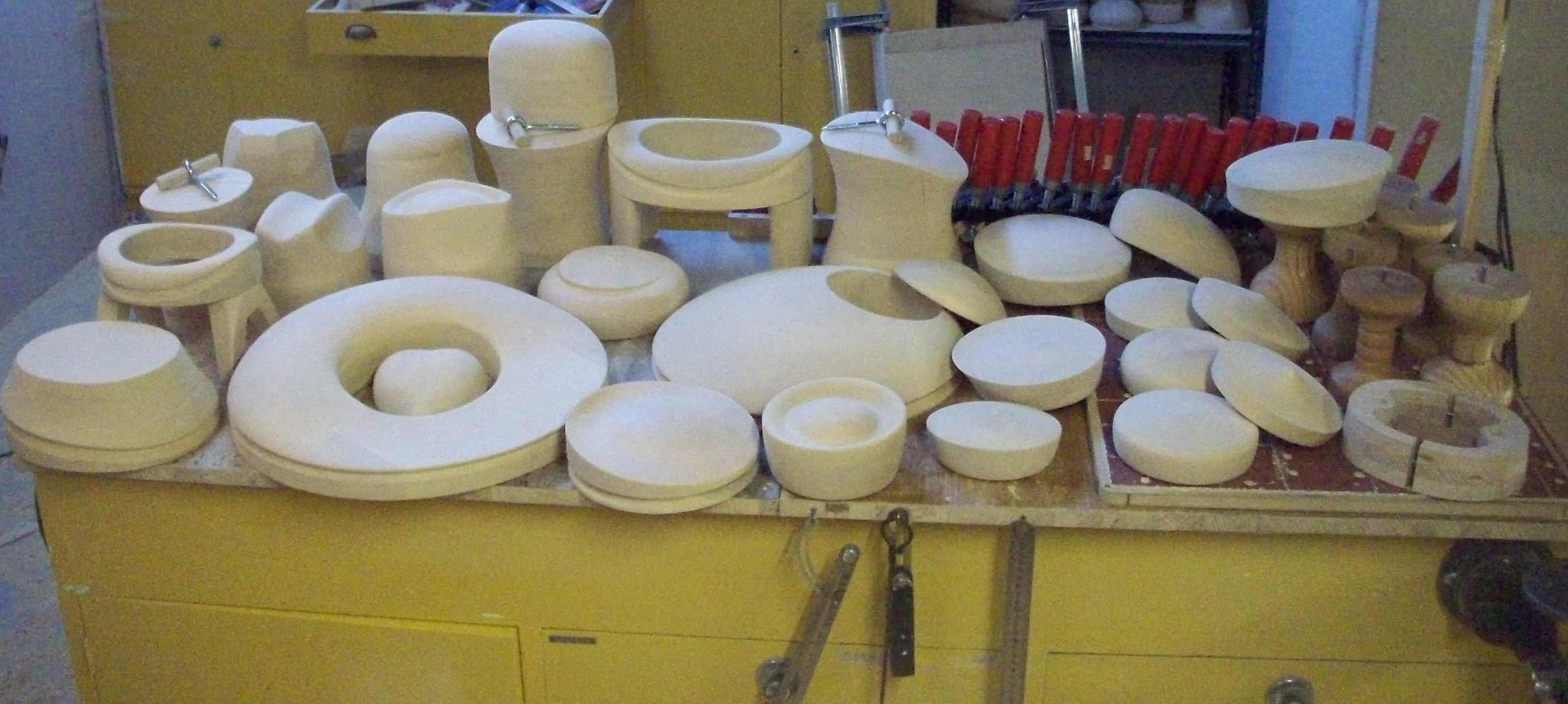
مجموعه‌ای از قالب‌های کلاه

قالب کلاه (به انگلیسی: hat block) که به عنوان فریم کلاه نیز شناخته می‌شود، یک قالب چوبی است که توسط یک صنعتگر معروف به بلوک شایپرشکل کلاه ساخته شده‌است. این‌ها توسط سازندگان کلاه و همچنین تولیدکنندگان لباس یا سرگرمی‌ها برای ساخت کلاه استفاده می‌شود. امروزه فقط تعداد انگشت شماری از قالب‌های بلوک باقی مانده‌است. در سال‌های اخیر شاهد احیای پوشیدن کلاه هستیم و به همین دلیل نیاز به کارآموزان تولید کلاه جدید نیز وجود دارد.
در نتیجه قالب‌های کلاه جدید نیز نیاز است که باید ساخته شوند. قالب‌های چوبی طرفداران بیشتری دارند چرا که به راحتی می‌توان آنها را تراشید و اصلاح نمود در حالیکه قالب‌های آلمینیومی یا پلی این قابلیت را ندارند.